# Midgard vikingsenter
Midgard vikingsenter, tidligere Midgard historisk senter, er et museum, der ligger i tilknytning til Borrehøjene i Horten kommune, Norge, med Nordeuropas største samling af monumentale gravhøj fra merovinger- og vikingetiden, og det er en del af Vestfoldmuseerne. Det blev åbnet den 27. maj 2000 af dronning Sonja af Norge. Museet formidler Vestfolds historie i vikingetiden. I 2007 blev der fundet arkæologiske spor af en stor bygning fra vikingetiden i området, og i 2013 åbnede en rekonstrueret version af den kaldet Gildehallen.